# جامپائولو روگارلی
جامپائولو روگارلی (ایتالیایی: Giampaolo Rugarli؛ ۵ دسامبر ۱۹۳۲ – ۲ دسامبر ۲۰۱۴) یک رمان‌نویس ایتالیایی بود.

## زندگی‌نامه
روگارلی در ناپل متولد شد، پس از فارغ‌التحصیلی در رشته حقوق، از سال ۱۹۵۵ برای مؤسسه بانکی کاریپلو کار کرد و در سال ۱۹۷۲ مدیر دفتر رومی این مؤسسه شد.
او بعداً به ریاست «دفتر مطالعات» کاریپلو منصوب شد و نشر لاترزا را تأسیس کرد و «مجله اقتصاد میلان» را مدیریت کرد.
در پایان سال ۱۹۸۵ او از کار خود در بانک کناره گرفت و از آن پس تا آخر عمر به نویسندگی پرداخت.

## آثار
روگارلی از خود بیش از ۲۰ اثر بجا گذاشت که به چندین زبان ترجمه شده و منتشر شد. رمان او در سال ۱۹۸۹ با عنوان «شب تنهایی» برنده جایزه پریمیو سلزیونه کامپیلو شد و رمان بعدی او در سال ۱۹۹۱ با عنوان «آندرومدا در شب» نامزد نهایی جایزه استرگا شد. او همچنین با کوریره دلا سرا و دیگر روزنامه‌های ایتالیایی همکاری داشت. آخرین رمان او «کتابچه راهنمای تنهایی» پس از مرگ وی در مارس ۲۰۱۵ منتشر شد.